# IC 1970
IC 1970 ist eine Spiralgalaxie vom Hubble-Typ Sb im Sternbild Horologium am Südsternhimmel. Sie ist schätzungsweise 49 Millionen Lichtjahre von der Milchstraße entfernt und hat einen Durchmesser von etwa 45.000 Lj.

Im selben Himmelsareal befinden sich u. a. die Galaxien NGC 1411, IC 1948, IC 1969, IC 1986.
Das Objekt wurde am 17. November 1897 von Lewis Swift entdeckt.